# 国民革命军第二十五军
国民革命军第二十五军，曾5次组建。

## 沿革

### 黔军周西成部的第25军（第一次组建）
1923年夏黔军第3混成旅扩编为川东边防军第2师，师长周西成。1923年9月，该师被川军第1军赖心辉改编为川军第13师。1923年10月第13师被袁祖铭改编为黔军第3师。1924年周西成率部投靠段祺瑞、吴佩孚后，被改编为北洋陆军第11师，驻黔北一带。1926年8月6日，黔军周西成宣布所部改编为国民革命军第二十五军：
- 军长周西成
- 第1师师长犹国材
- 第2师师长王家烈
- 第3师师长毛光翔
- 第5师：1927年2月收编了黔军马明亮师

1927年7月上旬，该军被蒋介石编为第6路，总指挥周西成，参加进攻武汉国民政府作战。1928年秋，黔系李燊第四十三军回黔时，与该军发生武装冲突。第43军战败后投靠昆明龙云部。1929年4月，龙云率朱旭、张凤春师会同李燊第四十三军组成滇黔联军，发起对第25军战争。周西成受伤溺毙。但第25军在一举歼灭了第43军。战后，第3师师长毛光翔继任该军军长。
- 军长毛光翔(1929年7月，蒋介石任命毛光翔为贵州省主席兼)
- 副军长兼第一师师长王家烈
- 第二师师长犹国材，驻安顺、兴义一带
- 第三师师长蒋在珍
- 教导师师长毛光翔/江国璠/车鸣翼
- 廖怀忠1个师

王家烈控制贵州后，第二十五军所部为：
- 军长王家烈
- 副军长兼第一师师长候之担
- 第二师师长柏辉章
- 第三师师长何知重

1934年红军长征入黔。1935年3月，薛岳、吴奇伟部入贵阳。继之蒋介石至黔，收买王部柏辉章、何知重，迫王家烈下台。1935年5月将贵州军队按中央军番号顺序改编；
- 侯之担部改编为新编第二十五师，师长沈久成，辖2个旅4个团，1936年8月调往四川；
- 第二师改编为第102师，师长柏辉章；调川
- 王家烈直辖部队改编为第103师，师长何知重。调川
- 犹国材部改编为第121师，师长吴剑平
- 蒋在珍部改编为新编第8师，师长蒋在珍

### 鄂军夏斗寅部组成的第25军（第二次组建）
前身是湖北第2混成旅夏斗寅部。1926年被编为鄂军第1师，师长夏斗寅。夏斗寅因发动反对武汉国民政府的叛乱被叶挺部击败而闻名中国近现代史。1927年6月扩编为国民革命军新编第十军，军长师长，参谋长朱怀冰。1928年2月25日，因与杨胜治第十军番号重复，新十军改番号为国民革命军第二十七军。1928年底缩编为陆军第13师，移防湖北大别山地区剿共。1929年夏第13师扩编为第十三军，军长夏斗寅，仅辖第13师。1933年，夏斗寅被蒋介石免职，参谋长万耀煌继任军长兼第五纵队司令暨第二绥靖区指挥官，同年4月晋升陆军中将。1935年10月改称为第二十五军，军长万耀煌兼任第13师师长，副军长卢本棠。1936年10月，调往西北地区对共作战，隶属西北剿总副总司令蒋鼎文指挥。陇东地方军阀部队新编第14师改编为第165师（师长鲁大昌），拨入第二十五军序列。1936年12月，西安事变后，该军奉命调往汉中地区驻防。
1937年8月该军参加淞沪会战，第165师留守陇东，脱离第二十五军建制。该军在淞沪会战中损失惨重，万耀煌升迁第15军团长兼武汉卫戍副总司令，部队被蒋系吞并。  

### 中央军第52、第190师组成的第二十五军（第三次组建）
1938年1月，为加强武汉地区的作战力量，在武汉以预备第3师改为第52师（师长冷欣）、预备第4师改为第190师（师长梁华盛，3个团长分别为朱岳、何恃气、陈士章）编成的第二十五军，王敬久任军长。但第52师在淞沪会战中损失过重，撤消番号。
第二十五军组建后参加武汉会战，在南浔线德星公路一带作战。
1939年，该军隶属第32集团军，第二十九军第40师、第七十九军第108师改隶第二十五军；第190师改隶新组建的第十军。
- 第40师：是该军的绝对核心，由税警总团改编，严格意义上孙立人的新38师都算是从第40师发展出去的。这个师装备训练兵员在国军都是上乘。师长詹忠言。
- 第52师：师长唐云山
- 第108师：东北军出身。师长张文清兼副军长

该军隶属第三战区，在荻港镇至贵池的方向作战。1940年，张文清任该军军长，温鸿剑、詹忠言任副军长。参加皖南事变。1942年5月，第52师转隶第二十八军，同时将第四十九军暂编第13师拨入，罗哲东任师长。1943年10月5日黄百韬任军长，唐云山、韩文英任副军长。1944年驻江西雩都。暂编第13师裁撤；第一百军新编第75师改隶该军。
1945年抗战胜利后，移防江苏扬州，对苏中新四军作战。将原辖第75师改隶第七十军，另将被裁减的第五十军第148师改隶该军。1946年5月该军改为整编第25师，隶属第1绥靖区。
- 师长：黄百韬（1948年7月升任第7兵团司令官）/(48年7月)陈士章
- 整编第40旅:陈士章/（48年8月）曾正我
- 整编第108旅：唐名标（黄埔系）/（47年）杨延宴
- 整编第148旅：川军范绍增的基干部队，后被中央军嫡系化。师长廖敬安。豫东战役损失惨重。调往宿县地区整补，由徐州剿总直辖。

1948年9月该师恢复军级建制，隶属第7兵团：
- 军长陈士章
- 副军长杨廷宴
- 参谋长陶修
- 第40师：师长曾正我，副师长杜聚政
- 第108师：师长李世镜
- 第148师：师长刘清昶，在宿县战役一夜被歼。

1948年11月20日，该军在淮海战役第一阶段作战中，被华野全歼于江苏邳县碾庄圩地区。

### 1949年在福州组成的第二十五军（第四次组建）
1949年1月为加强长江防线的防御力量重建第25军
- 军长陈士章
- 第40师师长曾正我
- 第108师师长任培生
- 第148师（师长不详）

1949年4月下旬，渡江战役中该军退往福建境内，被编入李延年第6兵团，担任闽清至福州闽江沿岸防御。1949年8月，福州战役中军部和第40、第108师被歼灭，残部逃到厦门。

### 1949年在厦门、金门组成的第二十五军（第五次组建）
1949年8月初，第121軍與第5軍併編為第5軍，轄第200師、第325師、第350師，軍長沈向奎（福建紹安人，黃埔軍校第四期，原第121軍軍長）。於1949年8月下旬移防金門，改番號為第25軍，撤銷第325師（因該師副師長陳言廉投共），嗣又以空軍警衛部隊，成立第40師、第45師。再撥出第200師，使與第9軍之第166師，重新編成第5軍（軍長李運成）。
- 第40師：空軍警衛第1旅與福建地方部隊改編，師長范麟（四川資陽人，中央軍校第六期，原空軍警衛第1旅旅長），副師長陳維金。

1947年8月，空軍特務旅改編為空軍地面警衛司令部，下轄兩個旅，空軍警衛第一旅駐地在上海。1949年5月由上海撤退來台，高雄旗山、美濃一帶整訓。1949年8月因福建戰況吃緊移防金門，與福建地方部隊合併改編為第40師。師長由原空軍警衛第1旅旅長范麟少將擔任。轄118團（原空軍警衛第4團）、第119團、第120團（福建地方部隊）。
- 第45師：空軍警衛第2旅與福建地方部隊改編，師長勞聲寰（廣東南海人，中央軍校第六期，原空軍警衛第2旅旅長兼入伍生總隊隊長）

1947年8月，空軍特務旅改編為空軍地面警衛司令部，下轄兩個旅，空軍警衛第一旅駐地在漢口。1948年12月時下轄空軍警衛第3團、第6團、第7團（駐地南京），共4600餘人。1949年12月底，第2旅撤退來台，駐防台中、南投地區整訓。1949年6月20日運往廈門。1949年7月23日「東南沿海軍事會議」決議將空軍警衛第2旅擴編為陸軍師級單位，所需人員與裝備由福州綏署負責籌撥。1949年8月16日空軍警備第2旅整編為陸軍第45師。師長由原空軍警衛第2旅旅長勞聲寰少將擔任。其中第133團、第134團由原空軍警衛第2旅三個團整編，第135團由第50師移撥149團、第150團2000餘人編成。第45師編成後負責廈門鼓浪嶼防務，於1949年9月移防金門，駐防金東沙美附近，官兵約4500人。

10月25日凌晨，與來犯的人民解放軍第三野戰軍爆發衝突，也就是古寧頭戰役，在這場戰役中，第25軍與孫立人的青年軍第80軍第201師第601、602團和胡璉的第12兵團第18軍與第19軍成功守衛金門。
古寧頭戰役結束後，第25軍裁撤。
- 第40師移歸第52軍，師長范麟升任第52軍副軍長。其後第40師於1952年國軍整編時裁撤，人員併入第33師及第34師。
- 第45師移歸第19軍。曾參加東山島戰役，於1955年1月與海軍陸戰隊第2旅併編為海軍陸戰隊第1師，是國軍部隊中少數歷史兼跨陸海空三個軍種的部隊。